# Katy Moffatt
Katy Moffatt, née le 19 novembre 1950 à Fort Worth, au Texas, est une auteure-compositrice-interprète de musique Americana. Katy Moffatt a été une pionnière a s'exprimer dans un style qui a aujourd'hui sa place dans la culture populaire depuis le succès de chanteuses comme Alanis Morissette : les troubadours au féminin, les héritières artistiques de Bob Dylan, de Kris Kristofferson et de John Lennon. Certains critiques considèrent que comme Iris DeMent, Katy Moffatt pratique un style trop country qui ne lui a pas permis d'atteindre le statut de vedette, mais ses disques et ses spectacles révèlent une veine poétique authentique et une manière, très personnelle, de faire passer l'émotion, portée par le texte, grâce au chant.

## Biographie

### Famille, enfance et adolescence
Katy Moffatt est née et a grandi à Fort Worth, au Texas. Sa grand-mère était une pianiste et une concertiste qui lui apprit, ainsi qu'à son frère aîné, Hugh Moffatt, à jouer du piano. Hugh Moffatt choisi, lui aussi, de mener une carrière musicale. Il est, aujourd'hui un Auteur-compositeur-interprète très réputé dans les milieux de l'édition musicale de Nashville (Tennessee).
Katy Moffatt était à cette époque fascinée par la musique des spectacles de Broadway et une auditrice assidue des succès du Top 40. Elle a raconté :

« J'avais l'habitude de rentrer de l'école, de dîner, de monter le réveil à minuit et de me mettre au lit. À cette heure je me levais, je faisais mes devoirs et j'écoutais la radio.
C'était mon moment préféré, je pouvais être seule avec la musique »

— Katy Moffatt, 
Les Beatles et la British invasion lui donnèrent envie, comme à beaucoup d'autres jeunes gens de cette époque, d'apprendre à jouer de la guitare. À l'époque où elle était au lycée, Katy s'initia à la musique de Tom Rush, de Judy Collins et de Leonard Cohen dont la chanson «Dress Rehearsal Rag» lui donna envie de monter sur scène. Elle découvrit plus tard Tracy Nelson et Ella Fitzgerald dont elle adapta la version de «Miss Otis Regrets» de Cole Porter, dans un arrangement acoustique, sur son album «Angel Town».
À Fort Worth, elle essaya de jouer de la musique où elle pouvait : dans un défilé de mode de Neiman Marcus, dans un petit café et à la maison de retraite de Fireside Lodge dont la grand-mère de Willie Nelson était l'une des résidentes. Elle s'inspirait du style des musiciens de folk comme Judy Collins, Phil Ochs, et Dave Van Ronk. Tracy Nelson fut sans doute la chanteuse qui l'influença le plus.

### Les débuts
Katy Moffatt poursuivit ses études d'abord à l'université Tulane à La Nouvelle-Orléans, puis au collège de St. John à Santa Fé, au Nouveau-Mexique. Son apparition dans une comédie musicale que l'on jouait au collège et sa présence assidue dans les hauts lieux des nuits de Santa Fe assurèrent sa réputation, et c'est à cause d'elle qu'elle fut retenue par (en) Tom Laughlin pour interpréter une chanteuse de folk dans son film (en) Billy Jack, en 1971.
À la fin de ses études, elle s'installa quelque temps à Austin, au Texas, où elle assurait les premières parties de musiciens comme Jerry Jeff Walker et Willis Alan Ramsey, puis à Corpus Christi (Texas). En 1971, elle partit au Colorado, à Denver et à Boulder qui étaient à l'époque des villes où la contre-culture était très actives et qui constituaient des endroits où un auteur-compositeur débutant pouvait espérer rencontrer un public. Mais les engagements qu'elle y trouva, n'étaient pas assez bien payés pour lui permettre d'en vivre.
Elle s'apprêtait à retourner chez elle, au Texas quand elle décrocha une heure d'animation de cocktails dans un hôtel de Denver. Elle y fit la connaissance de Mary Flower, de Randy Handley et de Lon Ephraim avec lesquels elle forma un groupe nommé «Flower, Handley, and Moffatt» qui faisait des tournées au Colorado. Katy Moffatt et Randy Handley se produisirent en duo dans une tournée américaine.
L'emploi suivant de Katty Moffatt, en solo, fut dans l'un des principaux clubs rock de Denver, Ebbets Field, dont le propriétaire Chuck Morris devint son manager[réf. nécessaire] et lui permit de décrocher un contrat chez Columbia Records en 1975. Celui-ci lui permit d'enregistrer deux de country rock : « Katy » en 1976, et « Kissin' in the California Sun » en 1978, à l'enregistrement duquel participèrent Dickey Betts et Chuck Leavell.

## Au cinéma
La première participation de Katy Moffatt à un film remonte à 1971 quand elle fit une apparition dans (en) Billy Jack de (en) Tom Laughlin.
Katy Moffatt est ensuite apparue dans plusieurs films dans lesquels elle incarnait une musicienne.
- Hard Country (dans lequel elle apparaît avec Michael Martin Murphey), (1981), de David Greene.
- Lune de miel à Las Vegas (Honeymoon in Vegas), (1992), d'Andrew Bergman.
- Nashville Blues[6] ("The Thing Called Love"[7]), (1993), de Peter Bogdanovich.